# Endless Days
Endless Days is het elfde album dat de Duitse contrabassist Eberhard Weber uitbrengt onder eigen naam. Opgenomen in de Rainbow Studios in Oslo, onder de geluidstechnicus Jan Erik Kongshaug; die studio stond bekend voor de heldere klank tijdens opnamen.
Ook hier is en muziek lyrisch van karakter en overheerst de melancholie van de bassist.

## Musici
- Eberhard Weber – bas;
- Paul McCandless – hobo, althobo, basklarinet en sopraansaxofoon;
- Rainer Brüninghaus – piano, toetsen;
- Michael DiPasqua – drums, percussie.

## Composities
1. Concerto for bass
2. French Diary
3. Solo for bass
4. Nuit Blanche
5. A Walk In the Garrigue
6. Concerto for piano
7. Endelss days
8. The Last Stage Of A Long Journey.

Alle composities van Weber.